# Binnenhof

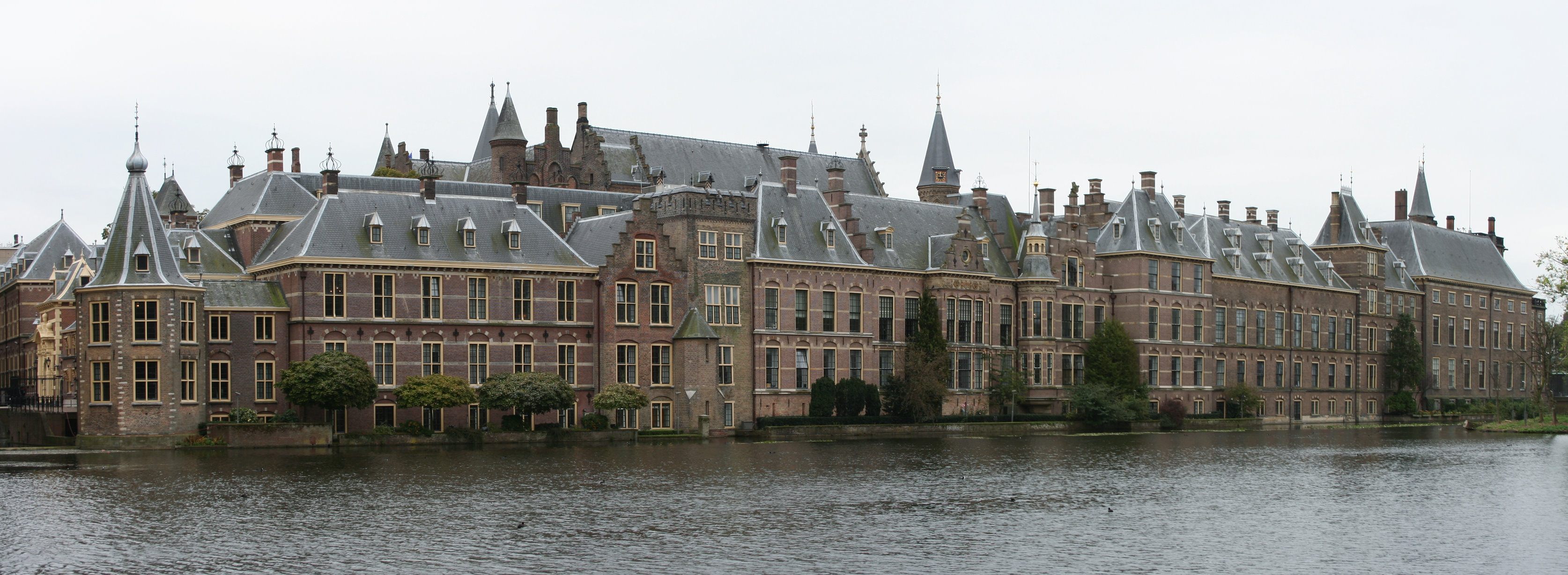
O Binnenhof e o lago Hofvijver.

O Binnenhof (em português: tribunal interior) é um complexo de edifícios no centro da cidade da Haia, ao lado do lago Hofvijver. É a sede de ambas as casas dos Estados Gerais dos Países Baixos, bem como o Ministério de Assuntos Gerais e o escritório do Primeiro Ministro dos Países Baixos. Construído primeiramente no século XIII, o castelo gótico funcionou originalmente como a residência do Conde da Holanda e se transformou no centro político da República das Sete Províncias Unidas dos Países Baixos em 1584. Está entre os 100 principais patrimônios dos Países Baixos. O Binnenhof é a casa parlamentar mais antiga do mundo ainda em uso.

## História

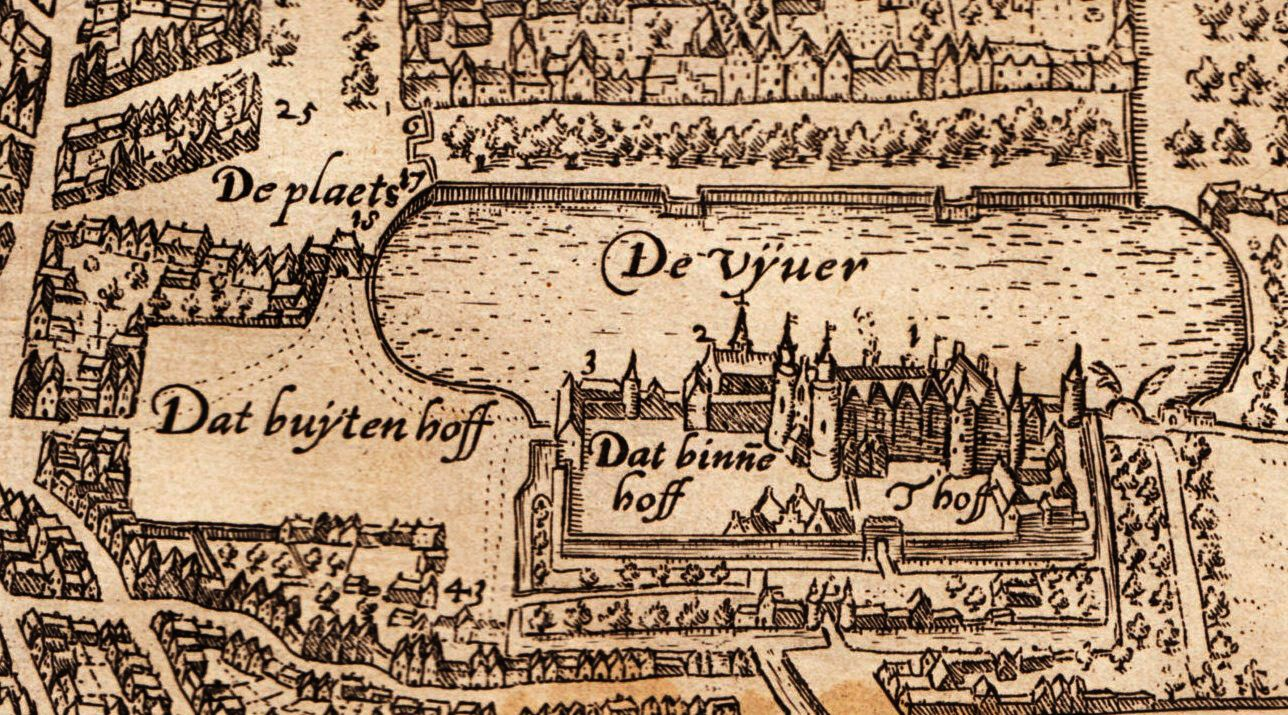
Mapa do Binnenhof e o lago Hofvijver por volta de 1600.

Pouco se sabe sobre a origem do Binnenhof. Presumivelmente, os terrenos ao lado do lago Hofvijver, e as pequenas propriedades rurais estabelecida neles, foram comprados pelo Conde Floris IV da Holanda de Meiland van Wassenaar em novembro de 1229\. Entre 1230 e 1234 ele expandiu a propriedade rural para uma pequena fortaleza. Depois que o filho de Floris e sucessor Guilherme II, Conde da Holanda foi coroado Rei dos Romanos em 1248, esta construção continuou. Entre 1248 e 1280, Guilherme construiu o Ridderzaal. À esquerda e à direita, foram construídas paredes, que dividiam a área em frente ao prédio daquela atrás dela. Ambas as paredes tinham um portão. No final da parede à esquerda, perto do Hofvijver, a capela da corte foi construída, e perto dali construído a Ridderhuis (literalmente casa dos cavaleiros), onde os cavaleiros que visitam o Ridderzaal eram abrigados. Guilherme morreu em batalha em 1256, antes que a construção do Ridderzaal terminasse, e o castelo foi concluído durante o reinado de seu filho, Floris V. O Binnenhof foi a residência dos condes de Holanda por um curto período. Depois que a casa da Holanda morreu em 1299, o condado caiu nas mãos dos condes de Hainaut. Os condes de Hainaut pouco residiram no Binnenhof no início do século XIV. O duque Alberto I da Baviera e seu sucessor Guilherme II da Baviera viveram no Binnenhof quase permanentemente. Sob o seu reinado, o castelo viu uma expansão considerável, e gradualmente tornou-se cercado por edifícios.

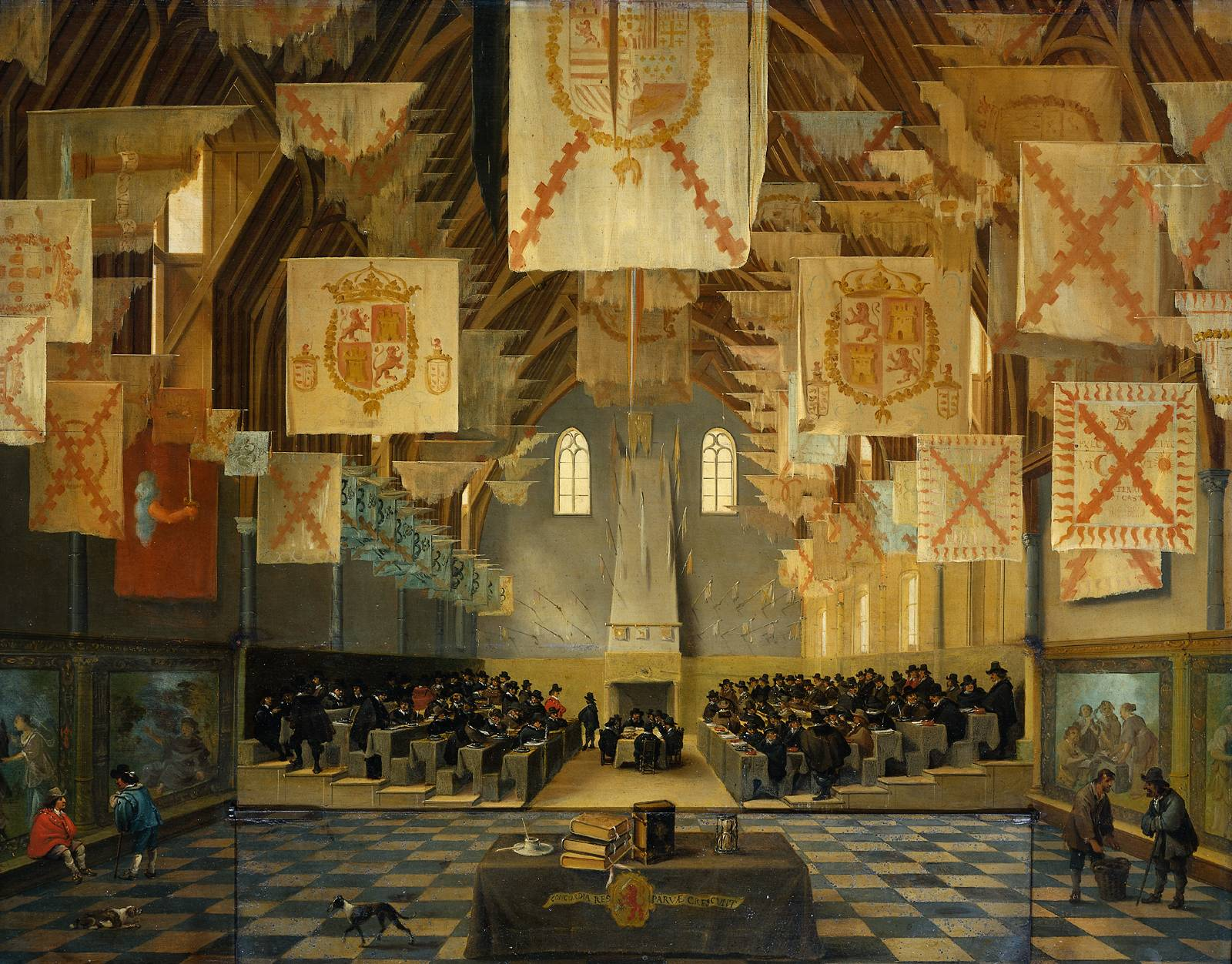
Uma sessão dos Estados Gerais da República Holandesa no Ridderzaal em 1651.

Quando a Holanda se tornou parte do Ducado da Borgonha em 1432, o Binnenhof perdeu o seu propósito e foi abandonado. Parte do complexo foi feito mais tarde na residência do estatuder da Holanda, que governou o condado na ausência de seu governante. Depois que Filipe II de Espanha foi deposto como Conde da Holanda e a República Holandesa foi proclamada em 1581, o Ridderzaal foi inicialmente um espaço público, muitas vezes usado por comerciantes e vendedores de livros. Em 1584, o estatuder Maurício se moveu para os quartos do estatuder, e no mesmo ano, o Ridderzaal transformou-se o ponto de encontro dos estados gerais recentemente formados da república holandesa. As expansões do Binnenhof por Maurice eram o começo de uma reconstrução progressiva do castelo que terminou com a construção da asa sul sob o estatuder Guilherme V, no século XVII.
Entre 1806 e 1810, sob o domínio francês, o centro administrativo dos Países Baixos foi transferido para Amsterdã, e o Binnenhof tornou-se inútil e foi considerado para demolição. Quando os Países Baixos ganharam independência da França, no entanto, o governo voltou para o Binnenhof. A existência do edifício estava em perigo pela segunda vez em 1848, quando uma nova constituição instituiu um sistema de democracia parlamentar e os Estados Gerais desejavam demolir simbolicamente os antigos edifícios do governo e construir um novo complexo. Os moradores locais, entretanto, se preocuparam com o valor histórico do edifício e protestaram com sucesso contra a demolição.
A Segunda Câmara foi sediada no Oude Zaal (literalmente velho hall) até 1992, quando o espaço se tornou pequeno para os 150 membros da casa, e uma expansão moderna foi construída no sul do edifício.